# Pagurus arcuatus
Pagurus arcuatus är en kräftdjursart som beskrevs av Squires 1964. Pagurus arcuatus ingår i släktet Pagurus och familjen eremitkräftor. Inga underarter finns listade i Catalogue of Life.